# Флаг муниципального образования «Заостровское» (Приморский район)
Флаг муниципального образования «Заостровское» Приморского муниципального района Архангельской области Российской Федерации — опознавательно-правовой знак, служащий официальным символом муниципального образования.
Ныне действующий флаг утверждён 22 июля 2010 года и внесён в Государственный геральдический регистр Российской Федерации с присвоением регистрационного номера 6804.

## Описание
Первый флаг муниципального образования был утверждён 26 февраля 2010 года решением Совета депутатов муниципального образования «Заостровское» № 61. Описание флага гласило:

Прямоугольное полотнище, разделённое на три треугольника: симметричные зелёные у древка и у свободной части, сужающиеся к верху, каждый в 1/4 площади полотнища, между ними голубой, сужающийся книзу, в 1/2 площади полотнища; в центре полотнища три жёлтых церковных купола Свято-Сретенского храма на белых барабанах с чёрными решетчатыми окнами, под ними белый цветок картофеля с жёлтой серединой и на зелёных полях по краям — два таких же. Соотношение ширины к длине полотнища 2:3.

22 июля 2010 года, решением Совета депутатов муниципального образования «Заостровское» № 78, в связи с письмом Геральдического совета при Президенте Российской Федерации от 20 мая 2010 года № А72-2-431, для сообщения флагу более высокого уровня геральдического качества и целесообразности не применения сложного деления поля на лазоревый и зелёный цвет, было утверждено новое описание флага:

Прямоугольное полотнище с отношением ширины к длине 2:3, воспроизводящее композицию герба муниципального образования «Заостровское» в синем, зелёном, белом, жёлтом и чёрном цветах.

Геральдическое описание нового герба, утверждённого в тот же день, гласит: «В опрокинуто-остриевидно разделённом зелёном, лазоревом и зелёном поле в лазури три серебряных церковных главки с золотыми куполами и крестами и чёрными окнами, средняя больше, о двух окнах, и позади двух меньших об одном окне каждая, сопровождаемые тремя серебряными с золотыми серединами цветками картофеля: одним в лазури внизу, двумя — в зелени по сторонам».

## Символика
Флаг муниципального образования «Заостровское» разработан на основе герба муниципального образования «Заостровское» Приморского района Архангельской области, который языком символов и аллегорий отражает исторические, экономические и культурные особенности муниципального образования. Заостровье находится в пригороде города Архангельска, на острове в дельте Северной Двины. Традиционным для жителей являются сельскохозяйственное производство картофеля, это отражено на флаге в виде трёх серебряных цветков, что означает — невинное занятие хозяйственной деятельностью, приносящей успех и изобилие сельскому поселению.
Размещение куполов храма говорит, что настоящий храм (Храм Сретения Господня) явился в сложные времена для жителей надеждой и опорой в православной вере, пронесённой через столетия. За основу взяты цвета и конфигурация их расположения, как на флаге Приморского района, к которому относится Заостровское сельское поселение.
Синий цвет (лазурь) — символ (цвет) красоты, мягкости, величия.
Зелёный цвет — символ надежды радости изобилия.